# Braziliaanse witknievogelspin
De Braziliaanse witknievogelspin (Acanthoscurria geniculata) is een spinnensoort uit de familie van de vogelspinnen (Theraphosidae). De wetenschappelijke naam van de soort werd voor het eerst geldig gepubliceerd in 1841 door Carl Ludwig Koch als Mygale geniculata.
Deze vogelspin komt voornamelijk voor in Brazilië, en groeit zeer snel, waardoor deze zeer hongerig en actief is. De spanwijdte van de poten kan bij vrouwtjes 20 centimeter bereiken, een grootte die op 3-4-jarige leeftijd bereikt wordt. Door de opvallende kleur en grootte, is deze vogelspin vaak gehouden als huisdier in een terrarium. De Braziliaanse witknievogelspin staat bekend als een eerder nerveuze soort die snel met brandharen kan strooien of kan bijten. Het gif is relatief krachtig.